# Kai Bäling
Kai Sven William Bäling, född 19 september 1898 i Jakob och Johannes församling i Stockholm, död 24 februari 1976 i Danderyd, var en svensk konstnär.
Bäling studerade silversmide för Olga Lanner, och målning vid Althins målarskola och Edward Berggrens målarskola samt vid Konstakademien, där han belönades med Kanslersmedaljen; han företog dessutom studieresor till Italien och Frankrike. Han ställde ut med Svenska konstnärernas förening,  Liljevalchs Exponenterna, Färg och Form och på Konstnärshuset i Stockholm.  
Han var medarbetare till Olle Hjortzberg, Alf Munthe, Gottfrid Kallstenius och Gunnar Asplund vid utsmyckningen av biografen Skandia och till Einar Forseth vid utsmyckningen av Gyllene salen i Stockholms stadshus. Bland hans egna offentliga uppdrag märks freskdekoration Svea och vindarna i Riksdagshusets tidigare förstakammarsal som han målade 1930. 
Hans konst består av porträttstudier, blomsterstilleben, landskap och stadsbilder från bland annat Stockholm, Halland och Lappland. Som tecknare och illustratör skapade han för telegrafverket några telegramblanketter, och för olika organisationer God helg-märken samt illustrationer för böcker, bland annat Sam Svenssons Handbok i sjömansarbete.   
Tillsammans med sin hustru Greta Werner stiftade han Kai Bälings och Greta Werner-Bälings stiftelse som via Svenska konstnärernas förening delar ut konstnärsstipendier.
Bäling är representerad vid Moderna Museet.